# Point chaud de Pitcairn
Le point chaud de Pitcairn est un point chaud du centre-sud de l’océan Pacifique. Au cours des onze derniers millions d'années, il a formé la chaîne Pitcairn-Gambier, un ensemble de monts sous-marins et d'îles. Il est responsable de la création des îles Pitcairn et de deux grands monts sous-marins nommés Adams et Bounty, ainsi que des atolls de Mururoa, Fangataufa et des îles Gambier. Le point chaud est actuellement situé sous les monts Adams et Bounty, à environ 60 kilomètres à l'est-sud-est de l'île de Pitcairn.

## Emplacement actuel du point chaud
Le point chaud est actuellement situé à l'ouest de la dorsale est-Pacifique, dans une zone proche de l'endroit où la plaque de Nazca et la plaque Pacifique s'écartent, autour de 20°S, 115°O. C'est là que les roches en fusion provenant de la limite noyau-manteau remonteraient à la surface sous forme de panache localisé. Les opposants à la théorie du point chaud attribuent plutôt le point chaud de Pitcairn à la remontée d'eau à l'extrémité ouest de la zone de fracture de l'Île de Pâques.

### Géomorphologie
La bathymétrie multifaisceaux montre que les deux plus grands monts sous-marins, Adams et Bounty, s'élèvent à 2000 m au-dessus du fond marin. Il existe plusieurs autres petits monts actifs sur le plan volcanique, dont la hauteur est inférieure à 2000 m. Les enregistrements bathymétriques ont permis d'estimer le volume de lave éruptive due à l'activité volcanique à environ 5900 km3 dans un rayon d'environ 110 kilomètres.

### Pétrologie
Les plus grands édifices présentent une activité volcanique beaucoup plus étendue et une gamme de compositions plus large que les plus petits. Les quatre différents types de roches éruptives sont classés en basalte picrite, basalte alcalin, trachyandésite et trachyte. Le mont Bounty comporte sur ses pentes des zones présentant des basaltes en coussins et des basaltes tubulaires géants, ainsi que des coulées de trachy-andésite et de trachyte tabulaires ou blocs dispersés. Des téphras et des hyaloclastites ont également été observés sur les principaux monts sous-marins, permettant de reconstituer leur histoire géologique.

## La chaîne Pitcairn-Gambier
Le point chaud a formé une chaîne de monts sous-marins et d'îles au cours des onze derniers millions d'années, des plus anciens à l'Ouest aux plus jeunes à l'Est.
Les îles les plus proches du point chaud sont les îles Pitcairn, constituées des îles Henderson, Ducie, Oeno et de l'île Pitcairn proprement dite. Elles ont été découvertes pour la première fois par les Européens en 1767 et cette dernière est considérée comme l'une des îles habitées les plus reculées de la planète.
La bathymétrie multifaisceaux et l'imagerie du fond océanique ont montré qu'il existe des centaines de structures volcaniques dans une zone de 9500 kilomètres carrés autour de l'île Pitcairn. À l'est de l'île principale, plusieurs volcans actifs se trouvent proches de la surface, à moins de 500 mètres de profondeur.

### Géomorphologie
Plusieurs édifices constituent la chaîne Pitcairn-Gambier. Des plus anciens aux plus récents, il s'agit de l'atoll de Moruroa (formé il y a environ 11 Ma), de l'atoll de Fangataufa (environ 10 Ma), des îles Gambier (environ 6,5 Ma), des îles Pitcairn (environ 0,7 Ma) et des monts sous-marins de Pitcairn (Adams et Bounty, il y a environ 0,5 Ma). Cette chaîne s'étend de 21,5° S, 139° O à 25° S, 129,5° O.

### Géochimie
La chaîne de monts sous-marins présente des rapports de composition isotopique 206Pb/204Pb variables, allant de 18,99 à 19,62, en fonction de la distance à laquelle se trouve l'édifice du point chaud et de l'ancienneté de sa formation. Les rapports 87Sr/86Sr sont compris entre 0,70292 et 0,70367, et les rapports 143Nd/144Nd entre 0,51303 et 0,51288. Les ratios d'éléments traces semblaient relativement constants lors des tests.

## Formation
En utilisant des méthodes de modélisation des isotopes du plomb, la date établie pour différentes roches autour du point chaud de Pitcairn a été estimée entre 0,6 et 0,7 Ma. Le point chaud compte quatre îles qui se sont formées depuis l'origine du point chaud.